# Royaume de Galicie et de Lodomérie
Pour les articles homonymes, voir Galice (homonymie).
1772–1918
Entités précédentes :
- République des Deux Nations

Entités suivantes :
- Deuxième République de Pologne
- République de Zakopane
- République populaire d'Ukraine occidentale

Le royaume de Galicie et de Lodomérie (en allemand : Königreich Galizien und Lodomerien) est un État historique de l'Europe centrale qui existait de 1772 à 1918 sous l'égide de la maison de Habsbourg-Lorraine. Il est né des partages de la Pologne à la fin du XVIIIe siècle. 
Nouvelle possession de la monarchie de Habsbourg à la suite du premier partage de la Pologne en 1772, le royaume est devenu une terre de la Couronne de l'empire d'Autriche en 1804. Entre 1867 et 1918, il forme l'un des royaumes et pays représentés à la Diète d'Empire (Cisleithanie) au sein de la double monarchie d'Autriche-Hongrie. Sa capitale était la ville de Lemberg (Léopol).

## Toponymie
Les noms de Galicie et de Lodomérie renvoient à la principauté de Galicie-Volhynie formée par l'union des principautés ruthènes de Galicie et de Volhynie à la fin du XIIe siècle sous le règne de Roman Mstislavitch, prince issu de la dynastie des Riourikides. La région historique de Galicie (à ne pas confondre avec la région espagnole de Galice) doit son nom à la ville de Halytch (ou Galitch) sur le Dniestr, l'ancienne capitale de la principauté du XIIe au XIVe siècle, lorsque le nom de Lodomérie fait référence a l'ancien siège de Volodymyr en Volhynie. Ces deux dénominations figurent dans le titre de Louis Ier (1326-1382), roi de Hongrie qui est élu et couronné roi de Pologne en 1370, et de sa fille Marie.

## Histoire
La mort sur le champ de bataille du prince Roman en 1205 est suivie d'une période de troubles dont essaient de profiter les royaumes de Hongrie et Pologne, deux puissances rivales. En 1215, le roi de Hongrie, André II Árpád se proclame roi de Galicie-Volhynie (en latin : rex Galiciae et Lodomeriae) ; il a continué à combattre pendant des années contre le fils de Roman, prince Daniel. Pendant les conquêtes mongoles, en 1241, Daniel est tenu de reconnaître la suprématie de la Horde d'or. En tentant de former une alliance contre les Mongols, il demande finalement un soutien militaire au pape Innocent IV, et accepte l’union avec Rome (en échange de placer ses terres sous l'autorité symbolique ecclésiastique romaine), recevant de la papauté la couronne royale, et se faisant couronner officiellement comme roi de la Rus' de Halych-Volodymyr. 
À son apogée, la principauté de Galicie-Volhynie englobe tout le Sud-Ouest de la Ruthénie, avec la Ruthénie rouge et la Ruthénie noire, et est suzeraine des voïvodats moldaves vassaux d'Onut, Străşineţ, Baia, Neamţ, Hansca et Bârlad. En 1272, le roi Léon Ier, fils de Daniel, transfère la capitale du pays à Lviv. 
Après l’extinction de la dynastie ruthène des Riourikides à la mort du prince André Ier en 1323, son neveu Georges II Boleslas Trojdenowicz, prince polonais issu de la maison Piast, s’empare du trône de Galicie-Volhynie. Il meurt en 1340, empoisonné par des boyards. Après un long combat entre la Pologne, le grand-duché de Lituanie et les Mongols, la principauté est partagée en 1352 entre le roi Casimir III de Pologne et le grand-duc Gediminas de Lithuanie. La Pologne obtient la Galicie (avec Lviv, Halych, Chełm, Loutsk et Belz), la Podolie et un morceau de la Volhynie. Le reste de la Volhynie et la Podlachie deviennent lituaniennes. À la suite du mariage du grand-duc Ladislas II Jagellon avec Hedwige Ire de Pologne en 1386 et de l'union de Lublin (1569) qui réunit les deux États en république des Deux Nations, tous les anciens territoires de la principauté de Galicie-Volhynie sont incorporés à la couronne du royaume de Pologne. 

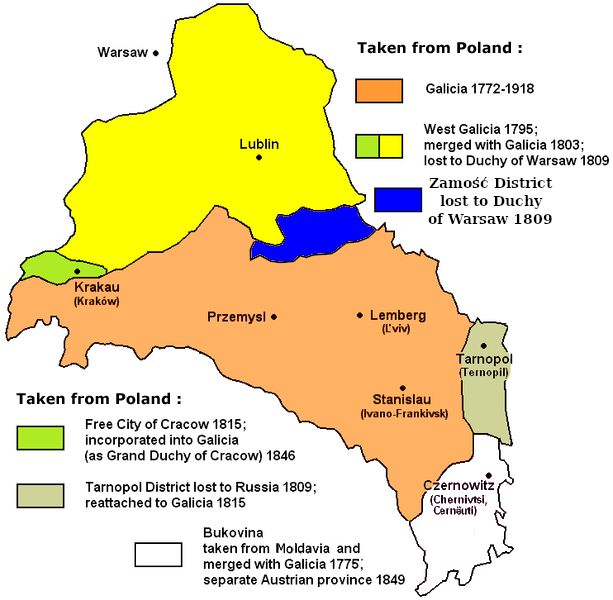
La Galicie 1772-1918.

La confédération de Bar, une ligue formée en 1768 par un groupe de gentilshommes polonais afin de lutter contre le roi Stanislas II, a suscité quelques inquiétudes au sein du pays. Lors de son couronnement en 1741, l'impératrice Marie-Thérèse d'Autriche, qui est aussi reine de Hongrie, avait déjà pris le titre de reine de Galicie et de Lodomérie. En 1769, elle inclut dans son sceau les armoiries des principautés de Galicie et de Volodymyr. L'année suivante, l'armée impériale occupa les starosties de Nowy Targ, Czorsztyn et Nowy Sącz, ainsi que le pays de Muszyna dans le sud de la Petite-Pologne. Le 23 mai 1771, les gentilshommes polonais furent vaincus par l'armée impériale russe à la bataille de Lanckorona.
En 1772, l'impératrice Marie-Thérèse justifie la participation de la monarchie de Habsbourg aux partages de la Pologne par les droits hérités d'André II sur cette région. Ensuite, l'occupation militaire eut lieu sous le commandement du maréchal hongrois Nicolas Ier Joseph Esterházy soutenu par ses généraux Andreas Hadik von Futak et Richard d’Alton. En septembre, Esterházy a repris ses quartiers généraux à Lemberg (Lwow, Lviv). Les territoires annexés par l'Autriche prennent alors le nom officiel de « royaume de Galicie et de Lodomérie », même s'ils n'incluent que l'ancienne Galicie (ou Ruthénie) majorée de la partie sud de la Petite-Pologne (avec les anciens duchés d'Oświęcim et de Zator) ; la Volhynie reste temporairement polonaise avant de revenir à l'Empire russe. 
En 1775, les Habsbourg prennent la Bucovine à la Moldavie après l'avoir déclarée « terra nullius » en échange d'une compensation versée à l'Empire ottoman, dont le Moldavie est tributaire. En 1786, la Bucovine est annexée à la Galicie : elle en sera détachée en 1849 à la suite des troubles de 1848. Sous le règne de l'empereur Joseph II, beaucoup de colons allemands, originaires notamment du Palatinat rhénan, s'installent en Galicie et en Bucovine où ils fondent de nouveaux villages et même des villes comme Czernowitz (Cernăuți, Czerniowce, Tchernivtsi). Au troisième partage de la Pologne en 1795, l’Autriche s'attribue encore la partie restante de la Petite-Pologne : Cracovie, Lublin, et la région située entre la Pilica et le Boug. Le royaume de Galicie et de Lodomérie atteint alors une surface de quelque 160 000 km2 et compte 3,7 millions d’habitants en 1795.  
La Galicie-Lodomérie autrichienne est ainsi devenue, de 1772 à 1918, l'un des royaumes constitutifs de l'empire d'Autriche, puis de la partie autrichienne de l'Autriche-Hongrie. Elle était alors peuplée de Polonais, d’Ukrainiens (alors appelés Ruthènes, Lemkos, Rusyns ou Houtsoules), d’Allemands, de Juifs et de Roms ; la Bucovine avait en outre une majorité moldave. 
Pendant la Première Guerre mondiale, la Galicie est une des principales zones d'opérations du front oriental et passe initialement sous contrôle russe (le gouvernement général de Galicie existe un an de 1914 à 1915 et ne sera supprimé officiellement qu'en 1917). Lors de la dislocation de l'Empire des Habsbourg en 1918, la Galicie occidentale est administrée par la commission polonaise de liquidation tandis que la Galicie orientale voir proclamer une République populaire d'Ukraine occidentale. Après la guerre soviéto-polonaise qui la ravage, la Galicie entière est attribuée à la Pologne en 1923. Au début de la Seconde Guerre mondiale, en septembre 1939, la Galicie est partagée selon les termes du Pacte germano-soviétique : la partie occidentale est incluse dans la zone d'occupation nazie, la partie orientale est annexée par l'URSS qui la rattache à la République socialiste soviétique d'Ukraine.

## Aujourd'hui

La Galicie en Pologne et en Ukraine.

Aujourd'hui, le territoire de la Galicie est divisé entre la Pologne, pour sa partie ouest, et l'Ukraine, pour sa partie est.
Le noyau de la Galicie historique est constitué des régions suivantes :
- en Pologne :
  - les powiats de Żywiec et de Bielsko-Biała appartenant à la voïvodie de Silésie,
  - la voïvodie de Petite-Pologne, à l'exception des powiats de Miechów et d'Olkusz,
  - la voïvodie des Basses-Carpates ;
- en Ukraine :
  - l'oblast de Lviv,
  - l'oblast d'Ivano-Frankivsk (anciennement Stanisławów),
  - l'oblast de Ternopil (ou Tarnopol).